# Scleria rutenbergiana
Scleria rutenbergiana är en halvgräsart som beskrevs av Johann Otto Boeckeler. Scleria rutenbergiana ingår i släktet Scleria och familjen halvgräs.
Artens utbredningsområde är Madagaskar. Inga underarter finns listade i Catalogue of Life.